# Taitzehoella
Taitzehoella es un género de foraminífero bentónico de la subfamilia Fusulinellinae, de la familia Fusulinidae, de la superfamilia Fusulinoidea, del suborden Fusulinina y del orden Fusulinida. Su especie tipo es Taitzehoella taitzehoensis. Su rango cronoestratigráfico abarca el Moscoviense (Carbonífero superior).

## Discusión
Clasificaciones más recientes incluyen Taitzehoella en la subclase Fusulinana de la clase Fusulinata.

## Clasificación
Taitzehoella incluye a las siguientes especies:
- Taitzehoella compacta †
- Taitzehoella extensa †
- Taitzehoella formosa †
- Taitzehoella jinghensis †
- Taitzehoella minuta †
- Taitzehoella prolibrovichi †
- Taitzehoella pseudolibrovichi †
- Taitzehoella taitzehoensis †